# Helmstedt
Helmstedt är en stad i Landkreis Helmstedt i Niedersachsen i Tyskland med ungefär 26 000 invånare.

## Historia
Staden har historiskt tillhört det tyska hertigdömet Braunschweig samt dess föregångare och efterföljare. I staden fanns 1576–1810 ett universitet. Efter fristaten Braunschweigs upplösning vid andra världskrigets slut tillföll orten det västtyska förbundslandet Niedersachsen. Orten blev då en gränsort på västra sidan om Inomtyska gränsen. Checkpoint Alpha var gränsövergången mellan Västtyskland och DDR på motorvägen A2 vid Helmstedt.